# بيغ شو
بول دونالد وايت الثاني (بالإنجليزية: Paul Wight) (مواليد 8 فبراير 1972)، هو مصارع محترف وممثل أمريكي. يرتبط حاليًا باتحاد المصارعة النخبوية الشاملة، ويظهر تحت اسمه الحقيقي، بول وايت. يشتهر على نطاق واسع بفترة مشاركته في بطولة العالم للمصارعة بين عامي 1995 و1999، حيث كان يُعرف بلقب العملاق، امتدت مسيرته الرياضية لأكثر من عقدين في الاتحاد العالمي للمصارعة الترفيهية، حيث شارك من عام 1999 حتى عام 2021 باسم الحلبة البيغ شو.
مارس وايت كرة السلة الجامعية في جامعة ولاية ويتشيتا قبل احتراف المصارعة، وقبل أن ينتقل إلى مؤسسات تعليمية أخرى. بدأ مسيرته في المصارعة عام 1994، ثم وقّع في العام التالي مع بطولة العالم للمصارعة، حيث اشتهر بفضل طوله الفارع وبنيته الضخمة باسم العملاق، وجرى تقديمه للجمهور في البداية على أنه "ابن أندريه العملاق". في أوائل عام 1999، ترك وايت اتحاد بطولة العالم للمصارعة وانضم إلى الاتحاد العالمي للمصارعة الترفيهية.
حصد وايت خلال مسيرته الممتدة بين بطولة العالم للمصارعة والاتحاد العالمي للمصارعة الترفيهية ما مجموعه 23 بطولة، من بينها سبع بطولات عالمية. فقد فاز ببطولة العالم للوزن الثقيل في بطولة العالم للمصارعة مرتين، وببطولة الاتحاد العالمي مرتين، وببطولة العالم للوزن الثقيل في الاتحاد مرتين، بالإضافة إلى بطولة العالم للوزن الثقيل في اتحاد المصارعة القصوى مرة واحدة، مما يجعله المصارع الوحيد في التاريخ الذي فاز بجميع هذه البطولات الأربع.
كما فاز ببطولة الفرق الثنائية العالمية 11 مرة، عبر شراكات مختلفة في بطولات الفرق ضمن كل من الاتحاد العالمي للمصارعة الترفيهية وبطولة العالم للمصارعة. وإلى جانب ذلك، تُوِّج ببطولة القارات، وبطولة الولايات المتحدة، وبطولة القتال العنيف، ما جعله المصارع رقم 24 الذي يحقق التاج الثلاثي، والثاني عشر الذي يحقق البطولات الكبرى الأربع في تاريخ الاتحاد.
فاز أيضًا بمعركة ملكية ضمت 60 مصارعًا ضمن عرض أطلق عليه إسم: الحرب العالمية الثالثة، كما فاز بمعركة أندريه العملاق التذكارية التي شارك فيها 30 مصارعًا في عرض راسلمينيا 31. وقد تصدّر العروض الرئيسية في عدد كبير من فعاليات الدفع مقابل المشاهدة لكلا الاتحادين منذ عام 1995، بما في ذلك النسخة السادسة عشرة من الحدث السنوي الأبرز في الاتحاد، راسلمينيا.
خارج حلبة المصارعة، ظهر وايت في عدد من الأفلام والمسلسلات التلفزيونية، منها: الفيلم الكوميدي العائلي "الهدية للجميع"، وفيلم الرياضة الكوميدي "فتى الماء"، والمسلسل العلمي "ستار تريك: المشروع الفضائي". كما ظهر في أعمال درامية وكوميدية من إنتاج شبكة "يو إس إيه" مثل "آلام ملكية"، و"تحقيق نفسي"، و"إشعار بالحرق". وأدى دور البطولة في الفيلم الكوميدي "الرأس الغبي"، من إنتاج استوديوهات الاتحاد، كما لعب الدور الرئيسي في المسلسل الكوميدي الذي عرضته منصة نتفليكس بعنوان "عرض البيغ شو".

## في التلفاز
- في عام 2014: دبليو دبليو إي سلام سيتي بدور «نفسه».

## وصلات خارجية
- بيغ شو على موقع كلية كرة السلة في سبورتس رفرنس.كوم (الإنجليزية)
- بيغ شو على موقع دبليو دبليو إي (الإنجليزية)
- بيغ شو على موقع WrestlingData.com (الإنجليزية)
- بيغ شو على موقع CageMatch worker (الإنجليزية)
- بيغ شو على موقع قاعدة بيانات المصارعة على الإنترنت (الإنجليزية)
- بيغ شو على موقع عالم المصارعة على الإنترنت (الإنجليزية)
- بيغ شو على موقع عالم المصارعة على الإنترنت (الإنجليزية)

- صفحة Big Show على دبليو دبليو إي.كوم
- بيغ شو على موقع IMDb (الإنجليزية)
- بيغ شو على موقع ألو سيني (الفرنسية)
- بيغ شو على موقع أول موفي (الإنجليزية)
- بيغ شو على موقع إن إن دي بي (الإنجليزية)
- بيغ شو على موقع قاعدة بيانات الفيلم (الإنجليزية)
- بيغ شو على موقع كينوبويسك (الروسية)